# Combinare liniară a orbitalilor atomici
Combinarea liniară a orbitalilor atomici (CLOA, sau LCAO, din engleză Linear combination of atomic orbitals) este o suprapunere cuantică a orbitalilor atomici și o tehnică de calcul al orbitalilor moleculari în chimia cuantică. În mecanica cuantică, configurațiile electronice ale atomilor sunt descrise ca funcții de undă. Metoda a fost introdusă în 1929 de Sir John Lennard-Jones odată cu descrierea legăturii în moleculele diatomice din primul rând al tabelului periodic, dar fusese folosit anterior de Linus Pauling pentru a descrie specia chimică H2+.